# 武上幸之助
武上 幸之助（たけがみ こうのすけ）は、国際資源メジャー、資源貿易政策の研究者。東京国際大学商学部教授、同商学科長を経て、拓殖大学大学商学部教授、大学院商学研究科併任。2023年春、在職中に肺がんのため急逝。

## 概要
東京外国語大学を卒業し、石油化学・合繊メーカーに勤務した後、早稲田大学大学院商学研究科　前・後期博士課程、法学研究科（研究生国際取引私法）を修了した。
専門研究分野は国際資源メジャー、資源産業政策研究である。
国際資源メジャー研究スタンダードオイル、シェル、エクソン・モービル、ペトロチャイナなど多国籍企業論、資源貿易政策を研究している。
主に石油資源貿易の政策を論じ、研究する他、スイス友好貿易協会（非営利組織）主宰日本貿易政策の方向性として高付加価値化が、今後の日本の国際競争力強化のコアになる旨、スイス・ビジネスモデル導入を提唱。ロッシュ社、アデコ社、グレンコア社、リンツ社、ネスレー社、ロレックス社などの商品金融、精密機器メーカーの調査研究をおこなっている。
2015年財務省東京税関　税関職員研修講師を務めた。

## 著書
- 「国際経営戦略ー多国籍企業の市場行動ー」学文社2001年
- 「多国籍企業と技術革新」前野書店　2002年
- 「国際商事取引」前野書店　2003年
- 「国際マーケティング」日本法令出版　1999年

## 研究論文
- 「東アジア市場における貿易構造と企業行動分析」拓殖大学経営経理研究所紀要86号　2009年11月
- 「日本のエネルギー資源貿易政策に関する考察」拓殖大学経営経理研究所紀要88～103号　2011年3月より2016年3月
- 「国際独占資本ロイヤル＝ダッチ・シェル」拓殖大学経営経理研究所紀要89号　2010年3月

石油資源企業及びスイス企業研究を中心

## 所属学会
- 日本ビジネス・コミュニケーション学会（理事）
- 石油学会　資源エネルギー学会

## 参考
- 文科省科研費採択　単独3回、文科省大学推進事業計画採択1回）科研研究者リゾルバー
- 「国際石油産業の生成史研究」及び「国際資源メジャー研究」を中心に研究
- 「日本のエネルギー資源貿易と技術移転 ー付加価値分析による政策モデル検証ー」
- J=GLOBAL ReaD